# Asadije-je Pajin
Asadije-je Pajin (pers. اسديه پايين) – wieś w południowym Iranie, w ostanie Kerman. W 2006 roku miejscowość liczyła 267 osób w 59 rodzinach.